# Chapter Four
Singles de Avenged Sevenfold
Unholy Confessions
(2003) Burn It Down
(2005)
Pistes de Waking the Fallen
Unholy Confessions Remenissions
Chapter Four est une chanson du groupe de metal Avenged Sevenfold, sortie sur l'album Waking the Fallen.
Comme Unholy Confessions et Second Heartbeat, Chapter Four est l'une des chansons de Waking The Fallen qui a permis au groupe d'acquérir un nombre considérable de fans.
Le sujet de Chapter Four (ainsi que le nom du groupe, Avenged Sevenfold) vient de l'histoire d'Abel et Caïn. Abel, qui est né d'Adam a été assassiné par son frère Caïn, qui est né de Lucifer. "Et le Seigneur lui dit: "Quiconque tuera Caïn, Caïn tomberas sur lui sept fois." - Genèse 4:15. La plupart des membres du groupe sont des élèves d'une école catholique, et que le chapitre quatre, ainsi que le nom du groupe.
La chanson Chapter Four se retrouva dans la bande sonore des jeux vidéo Madden NFL 2004, NHL 2004 et Nascar Thunder 2004.

## Membres sur la chanson
- M. Shadows or Matt Davies : chant
- Synyster Gates or Darran Smith : guitare solo
- Zacky Vengeance or Kris Coombs-Roberts : guitare rythmique
- Johnny Christ or Gareth Davies : basse
- The Rev or Ryan Richards : batterie